# IBM 5100
IBM 5100 Portable Computer este un computer portabil apărut în septembrie 1975, la sase ani înainte de IBM PC. Era o variantă evoluată a unui prototip numit SCAMP (Special Computer APL Machine Portable) ce a fost dezvoltat la Centrul Științific IBM Palo Alto în 1973. În ianuarie 1978, IBM a anunțat IBM 5110 - "verișorul" său mai mare -, iar în februarie 1980, IBM a anunțat IBM 5120. IBM 5100 a fost retras de pe piață în martie 1982.
Când IBM PC a fost lansat în 1981, design-ul său a fost preluat de la IBM 5150, catalogându-l astfel în seria "5100", în ciuda faptului că structura sa nu descinde direct de la IBM 5100.

## Descriere
IBM 5100 funcționează folosind un procesor de 16-biți numit PALM (Put All Logic in Microcode). De asemenea, Manualul de Întreținere al lui IBM 5100 facea referință la modulul PALM ca fiind centrul de control (the controller).  PALM putea adresa direct 64 KiB ((en)) de memorie. Câteva modele ale lui IBM 5100 ajungeau cu memoriile ROS (ROM) și RAM însumate la peste 64 KiB, așa că un simplu sistem de bank switching a fost folosit pentru comprimare de date.  Compilatoarele pentru limbajele APL și BASIC erau stocate într-o adresă separată a spațiului de stocare, la o adresă ROS Lingvistică pe care PALM o trata drept o unitate periferică.  Prețurile variau de la 11.000 de dolari (modelul de 16 kB) pana la 20.000 de dolari (modelul de 64 kB).

### Computerul portabil
Un singur exemplar IBM 5100 cuprindea tastatura, un ecran CRT de 12,7 cm, unitate de bandă, un procesor de 16 biți, câteva sute de kilobyți de ROM conținând sistemul de operare, și pana la 64 KB de RAM. Era de mărimea unei serviete mai mici, cântărea în jur de 25 kg, și putea fi transportată într-o casetă opțională de transport, astfel întărind ideea sa de "portabil".
În timp ce IBM 5100 pare voluminos în zilele noastre, în 1975 era o mare realizare tehnologică de a împacheta un întreg computer cu o cantitate mare de ROM și RAM, ecran CRT și o unitate de banda într-o mașinărie atât de mică; au mai trecut doi ani până când similarul Commodore PET a fost lansat pe piață. Înainte, computerele de birou (desktop) cam de aceeași mărime, ca de exemplu HP 9830, nu aveau inclus un CRT și nici de cum la fel de multă memorie. Un computer IBM echivalent din anii '60 ar fi fost aproximativ cât două mese de birou și ar fi cântărit aproape jumătate de tonă.

### Ecran
5100 are un CRT intern (cu diagonala de 5 inch/12,7 cm) ce afișează 16 linii a câte 64 de caractere. IBM l-a înzestrat cu o opțiune de comutare ce le permite utilizatorilor să afișeze toate cele 64 de caractere ale fiecărei linii, sau doar 32 de caractere din stânga sau dreapta (intercalate cu spații). De asemenea, există o opțiune de a afișa primii 512 de byți ai memoriei principale în sistem hexadecimal cu scopul diagnosticărilor.

### Stocare în masa
Soluția stocării folosită de IBM a fost asigurată de 'cartușe-de-un-sfert-de-inch' (QIC) cu bandă magnetică ce foloseau cartușe standard DC300 pentru a stoca 204 kilobyți. O astfel de casetă era incorporată în mașină, iar o a doua (Model 5106) putea să fie adăugată separat într-o cutie atașată. Formatul în care se aflau datele cuprindea mai multe tipuri și erau scrise în cartușe de 512 byți.

### Monitor extern
Un monitor video extern (sau receptor TV modificat) putea să fie conectat de IBM 5100 via unui conector BNC prin panoul din spate. Chiar dacă 5100 avea un comutator pe panoul frontal pentru a selecta între "alb pe negru" sau "negru pe alb" pentru display-ul intern, acest comutator nu afecta și monitorul extern, ce oferea numai caractere luminoase pe un ecran negru. Rata de refresh verticală era fixată la 60 Hz.

### Adaptor de comunicații
De asemenea, în septembrie 1975 IBM a anunțat "IBM 5100 Communications Adapter", care i-a permis lui 5100 să transmită date către și să primească date de la un sistem la distanță. Acesta a permis ca 5100 să semene cu un Terminal de Comunicații IBM 2741 și a fost proiectat pentru a fi în stare să comunice cu mașinării IBM 2741 compatibile în modul start-stop folosind notația EBCD (Extended Binary Coded Decimal). EBCD era asemănător cu mult mai utilizatul cod IBM EBCDIC, dar nu identic cu el.

### Diferite modele
Disponibil în 12 modele, incluzând 16 KB, 32 KB, 48 KB sau 64 KB de stocare principală, 5100 a fost vândut cu prețuri între $8.975 (echivalent cu $40.884 in 2017) și $19.975 (echivalent cu $90.993 in 2017).

## Limbaje de programare
IBM 5100 era compatibil cu APL, BASIC, sau ambele limbaje de programare. La vremea apariției sale, APL era în general disponibil doar pe calculatoarele de tip mainframe, și majoritatea computerelor de tip desktop precum Wang 2200 sau HP 9830 suportau numai BASIC.
Mașinile ce suportau ambele limbaje erau prevazute cu un comutator pe panoul frontal pentru a selecta limbajul. Când inginerii de la IBM au întrebat un beta tester, Donald Polonis, despre părerea sa asupra limbajului, acesta a comentat că dacă lumea ar trebui să învețe APL pentru a-l folosi, IBM 5100 nu ar ajunge să devină un computer personal. Acesta a încercat să explice că un computer personal trebuie să fie simplu de utilizat pentru a fi acceptat de public.

## Librării digitale pentru ajutor
IBM a oferit trei librării pentru rezolvarea problemelor, fiecare aflată pe câte un cartuș cu bandă magnetică, pentru a asigura peste 1000 de rutine interactive aplicabile pentru probleme matematice, tehnici statistice și analize financiare.

## Emulator în microcod
5100 a fost bazat pe conceptul inovativ al celor de la IBM prin care dacă ar utiliza un emulator scris în microcod, un computer mic și relativ ieftin ar putea rula programe scrise pentru calculatoare existente mult mai mari și mult mai scumpe, reducând timpul și prețul de a scrie și reciti pentru a elimina defectele unui program nou.
Doua astfel de programe au fost introduse:  o versiune ușor modificată a lui APL.SV, interpretul APL al lui IBM pentru mainframe-urile sale System/370, și interpretul BASIC folosit pe minicomputerul System/3 de la IBM. În consecință, microcodul pentru 5100 a fost scris pentru a emula marea parte din funcționalitatea unui System/370 și a unui System/3.
IBM a folosit mai târziu aceeași idee în 1983 pentru introducerea modelului XT/370 pentru IBM PC, ce era un IBM PC XT standard cu adaosul unui card emulator System/370.

## În cultura urbană
- John Titor - Un autoproclamat călător în timp posibil trimis în 1975 să recupereze un IBM 5100.
- Seria manga/anime/joc video Steins;Gate face numeroase referințe la un IBN 5100, acesta fiind un element important al seriei, precum faptul că protagoniștii au avut nevoie de acesta pentru a decripta niște fișiere de la SERN (varianta ficțională a lui CERN) scrise într-un cod special.

## Legături externe
- IBM 5100 Portable Computer - date tehnice
- IBM 5100 de la oldcomputers.net
- IBM-5100 colectie de calculatoare digitale și analog vechi la oldcomputermuseum.com

| IBM Personal Computers | Succesor: IBM 5110 |